# William Brodrick
Pour les articles homonymes, voir William Brodrick (homonymie) et Brodrick.
William Brodrick, né en 1960, à Bolton, dans le Lancashire (aujourd'hui le Grand Manchester), en Angleterre, est un écrivain britannique, auteur de romans policiers.

## Biographie
Né en Angleterre, il passe sa petite enfance au Canada. À l'âge de 11 ans, sa famille émigre en Australie, puis revient au Canada, où le jeune William travaille brièvement dans un camp de réfugiés, avant de rentrer en Angleterre. En 1979, il décide d'entre dans la communauté des moines Augustins. Il fait son noviciat dans un ferme irlandaise, puis rentre en Angleterre où il est attaché à une paroisse de Londres. Là, il fait en parallèle des études supérieures au Heythrop College de l'Université de Londres, où il obtient successivement un baccalauréat en philosophie et une maîtrise en théologie. En 1985, il renonce à prononcer ses vœux et quitte la communauté des Augustins. Il poursuit néanmoins ses études, cette fois en Droit, et exerce, à partir de 1991, la profession d'avocat pendant un peu plus d'une décennie.  Il se consacre ensuite à l'écriture.
En 2003, il publie son premier roman, The Sixth Lamentation, dont le récit est inspiré par l'histoire de sa propre mère, Margarethea Duyker, arrêtée par la Gestapo pendant la Deuxième Guerre mondiale, alors qu'elle aidait des enfants juifs à fuir la France. Ce roman est le premier volume d'une série consacrée à Father Anslem, un avocat devenu moine au prieuré de Larkwood, en Angleterre. Avec le troisième volume de cette série, A Whispered Name, paru en 2008, William Brodrick est lauréat du Gold Dagger Award 2009.
Avec sa famille, il réside en Haute-Normandie, près de l'abbaye Notre-Dame du Bec.

## Œuvre

### Romans

#### SérieFather Anslem
- The Sixth Lamentation (2003) Publié en français sous le titre La Sixième Lamentation, Paris, Éditions Albin Michel, 2006  (ISBN 978-2-226-17355-3) ; réédition, Paris, LGF, coll. « Le Livre de poche » no 31086, 2008  (ISBN 978-2-253-12320-0)
- The Gardens of the Dead (2006)
- A Whispered Name (2008)
- The Day of the Lie (2012) Publié en français sous le titre Couleur de cendres, Paris, Éditions des Deux Terres, 2013  (ISBN 978-2-84893-138-8)
- The Discourtesy of Death (2013)
- The Silent Ones (2015)

### Autre publication
- Falconry in the British Isles (1970), en collaboration avec Francis Henry Salvin

## Prix et distinctions

### Prix
- Gold Dagger Award 2009 pour 'A Whispered Name[1]

### Nominations
- Prix Dilys 2004 pour The Sixth Lamentation[2]
- The Richard and Judy Best Read of the Year 2005 pour The Sixth Lamentation[3]